# 柔毛中华秋海棠
柔毛中华秋海棠（学名：Begonia grandis subsp. sinensis var. villosa）为秋海棠科秋海棠属秋海棠的变种。分布在中国大陆的四川等地，生长于海拔1,200米的地区，常生长在水边阴处潮湿地，目前尚未由人工引种栽培。